# Peltophryne gundlachi
Espèce
Synonymes
- Bufo gundlachi Ruibal, 1959

Statut de conservation UICN

 VU B2ab(iii) : Vulnérable
Peltophryne gundlachi est une espèce d'amphibiens de la famille des Bufonidae.

## Répartition
Cette espèce est endémique de Cuba. Elle se rencontre sur l'île principale et l'île de la Jeunesse en dessous de 70 m d'altitude.

## Étymologie
Cette espèce est nommée en l'honneur de Juan Gundlach.

## Publication originale
- Ruibal, 1959 : Bufo gundlachi, a new species of Cuban toad. Breviora, no 105, p. 1–14 (texte intégral).